# Bell paprika
| Energia 20 kcal 84 kJ |        |
| Szénhidrátok | 4.64 g |
| - Cukrok 2.40 g |        |
| - Étkezési rostok 1.7 g |        |
| Zsír | 0.17 g |
| Fehérje | 0.86 g |
| Tiamin (B1-vitamin) 0.057 mg | 5%     |
| Riboflavin (B2-vitamin) 0.028 mg                                                                                                | 2%     |
| Niacin (B3-vitamin) 0.480 mg | 3%     |
| Pantoténsav (B5-vitamin) 0.099 mg                                                                                               | 2%     |
| B6-vitamin 0.224 mg | 17%    |
| Folsav (B9-vitamin) 10 μg | 3%     |
| C-vitamin 80.4 mg | 97%    |
| Kalcium 10 mg | 1%     |
| Vas 0.34 mg | 3%     |
| Magnézium 10 mg | 3%     |
| Foszfor 20 mg | 3%     |
| Kálium 175 mg | 4%     |
| Cink 0.13 mg | 1%     |
| A százalékos értékek az amerikai felnőttek számára javasolt napi mennyiségre (RDA) vonatkoznak. Forrás: USDA tápanyag adatbázis |        |

A bell pepper vagy közkeletű magyar nevén kaliforniai paprika a csemegepaprika (Capsicum annuum var. grossum) egy fajtacsoportja.

## Élőhelye
Ez az USA-ban a legnagyobb területen termelt paprika, de Mexikóban is sokat termesztenek. Több mint száz változata ismert; a csípősebbeket inkább a konyhakertekben nevelik.

## Megjelenése
Közel elterülő; a magassága 30–70 cm. Levelei középzöldek; alakjuk az oválistól a lándzsahegy formáig változhat. Fogazottak, 7,5 cm hosszúak és 4 cm szélesek. Virágai fehérek, nem pöttyösek. Paprikája függő, tömzsi, tompa, 3–4 cikkre tagozolt. A termés éretlenül sötétzöld;  éretten rendszerint vörös, de előfordul sárga, narancs, vagy lila is. Csípős változata, a "Mexi-Bell" enyhén csípős (100–400 Scoville-egységnyi).
Érési periódusa 80–100 nap: függ az időjárástól és attól, hogy mennyire éretten akarják leszedni. Egy növény 10–20 paprikát hoz.

## Felhasználása
Általában frissen fogyasztják, salátába aprítják vagy hússal töltve készítik el. Csípős változatát friss salátákba teszik.